# أكمية مجدلية
أكمية مجدلية (الاسم العلمي: Aechmea magdalenae) هو نوع نباتي يتبع جنس الأكمية من فصيلة البروميلية.